# Hiša Koroška 24 in Gospejna 2, Maribor
Hiša na Koroški 24 in Gospejni 2 v Mariboru je najstarejša še stoječa in ne preveč spremenjena mariborska meščanska hiša. Zgrajena je bila v 16. stoletju, natančneje leta 1533.
Hiša je v minulih stoletjih vseskozi gostila pekovsko obrt, sedaj pa je v njej krojaška delavnica in trgovina z ribiško opremo. V nadstropnem delu so tri stanovanja.

## Opis
Osrednji del fasade izdaja še vse značilnosti tedanjega malomestnega gradbenega sloga. Najbolj poudarjen element je fasadni pomol, ki sloni na dveh konzolah. V zašiljeni niši je hranil baročni kip matere Božje z začetka 18. stoletja. Poznogotsko vežo prekriva grebenasti obok iz prve polovice 16. stoletja, torej iz časa, ko je hiša bila zgrajena. Iz nje vodijo originalne strme stopnice v klet, kjer sta ohranjena podboja poznogotskega pravokotnega portala.

## Zgodovina
Zabeleženo je, da jo je okoli leta 1750 imel v lasti Franc Weizer, deset let kasneje Peter Murmann, okoli 1785 Lovrenc Streinisberger, od 1804 njegova vdova Marija, od 1822 Janez Jurij Hausner, čigar oče Georg se je v Maribor priselil iz Spodnje Avstrije, in od 1826 njegov sin Janez.
V 17. stoletju so požari večkrat prizadeli mesto, ta hiša pa ni nikoli (z)gorela in tudi kuga njenih stanovalcev ni prizadela.